# Hastula

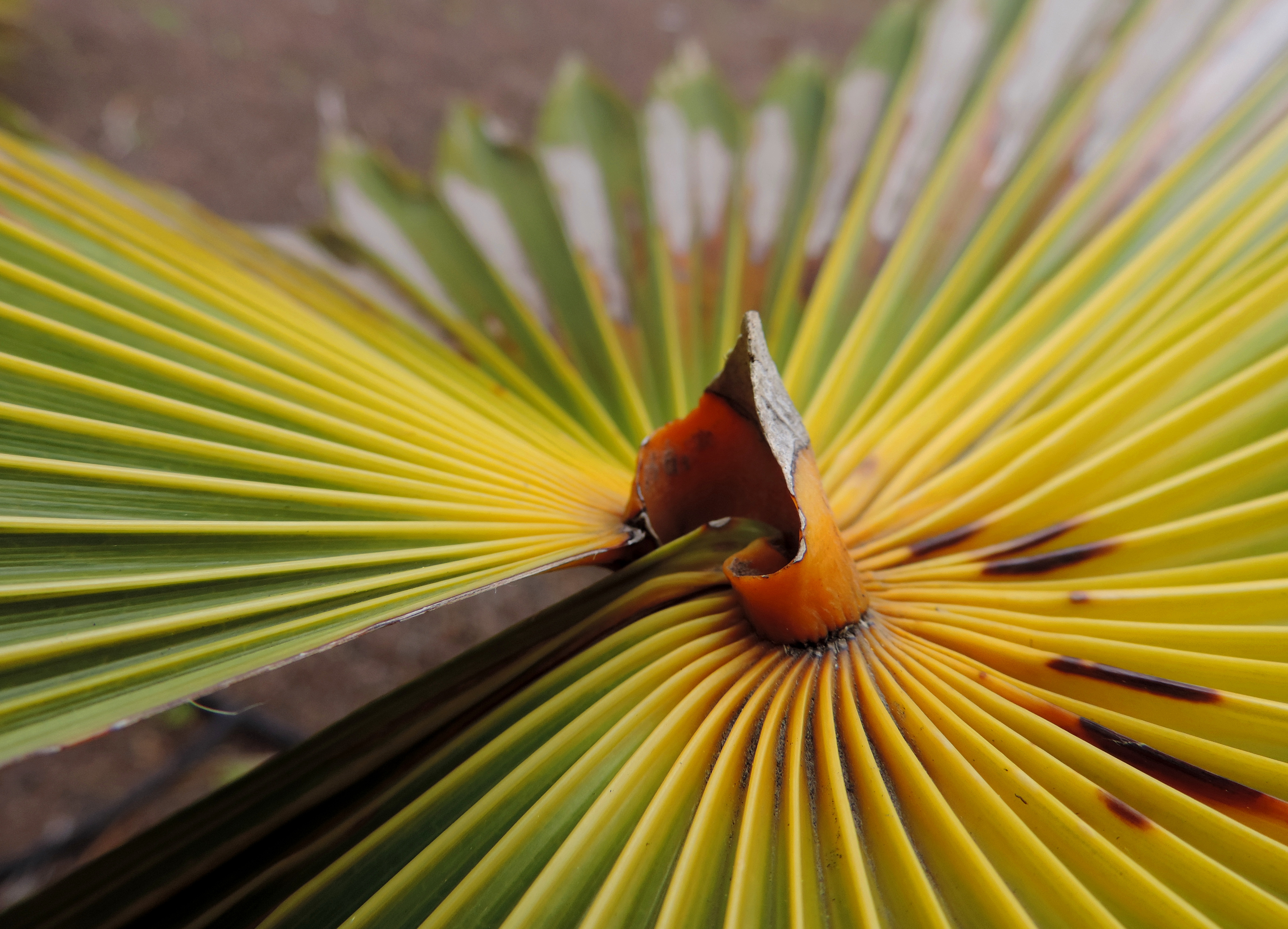
Hastula

Als Hastula wird bei Palmen bzw. Fächerpalmen ein flansch- oder kragenartiger Gewebelappen bezeichnet, der an der Ansatzstelle der Blattspreite am Blattstiel sitzt. Die Hastula kann an der Blattunterseite, -oberseite oder an beiden Seiten gebildet werden.

## Belege
- John Dransfield, Natalie W. Uhl, Conny B. Asmussen, William J. Baker, Madeline M. Harley, Carl E. Lewis: Genera Palmarum. The Evolution and Classification of Palms. Zweite Auflage, Royal Botanic Gardens Kew, 2008, ISBN 978-1-84246-182-2, S. 661.